# Ludvík Gaston Sasko-Kobursko-Gothajský
Ludvík Gaston Sasko-Kobursko-Gothajský (Ludvík Gaston Klemens Maria Michal Gabriel Raphael Gonzaga; 15. září 1870, Ebenthal in Kärnten – 23. ledna 1942, Innsbruck), v Brazílii znám jako Dom Luís Gastão, byl německým princem z rodu Koburků a nejmladším vnukem brazilského císaře Petra II.

## Život

### Mládí
Ludvík Gaston se narodil na zámku Ebenthal v Rakousko-Uhersku jako nejmladší syn Ludvíka Augusta Sasko-Kobursko-Gothajského a Leopoldiny Brazilské, mladší dcery císaře Petr II. Měl tři starší bratry, Petra Augusta, Augusta Leopolda a Josefa Ferdinanda. Krátce po matčině smrti v roce 1871 se Ludvík a jeho bratři přestěhovali do Brazílie, kde žili se svým dědečkem z matčiny strany, a to až do roku 1889, kdy byla monarchie zrušena a císařská rodina byla nucena odejít do exilu.

### Manželství a potomci

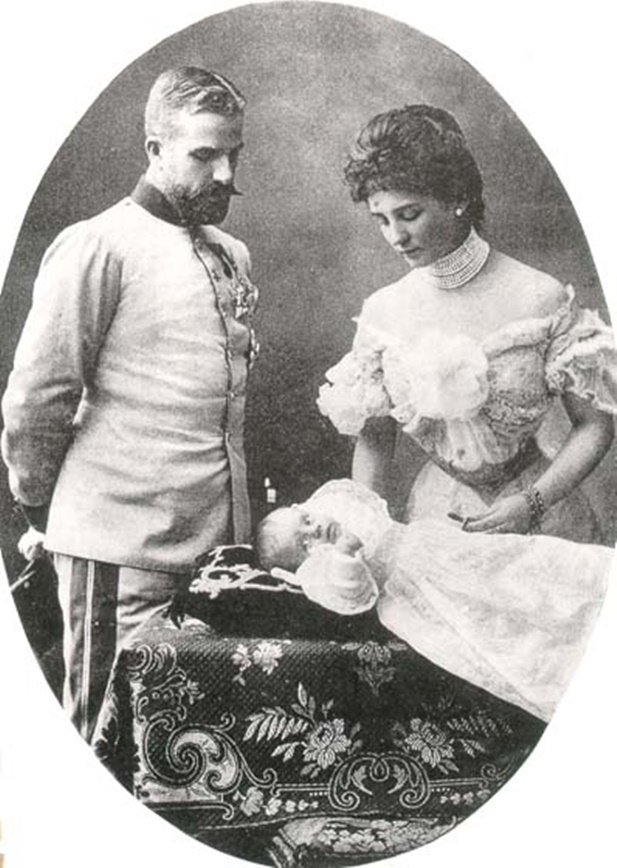
Ludvík se svou manželkou Matyldou a jejich synem Antonínem.

Ludvík August odešel do Vídeňského Nového města na studia do Tereziánské vojenské akademie, která zdárně ukončil v roce 1892. Poté byl povýšen do hodnosti poručíka čtvrtého tyrolského Jägerova pluku rakousko-uherské armády v Lienzi. 1. května 1896 byl jmenován do hodnosti prvního poručíka; 29. března 1900 dostal velení prvního tyrolského Jägerova pluku v Innsbrucku a 1. května 1903 byl povýšen na kapitána. Armádu opustil 8. února 1907.
1. května 1900 se princ v Mnichově poprvé oženil s o sedm let mladší princeznou Matyldou, dcerou budoucího bavorského krále Ludvíka III. Svatbu pořádal její dědeček Luitpold Bavorský, princ regent. Manželé spolu měli dvě děti:
- Antonín Sasko-Kobursko-Gothajský (17. června 1901 – 1. září 1970), ⚭ 1938 Luise Mayrhofer (22. června 1903 – 21. října 1974)
- Marie Imakuláta Sasko-Kobursko-Gothajská (10. září 1904 – 18. března 1940), neprovdala se a neměla potomky

Po smrti manželky v roce 1906 se 30. listopadu 1907 v Horšovském Týnu oženil s hraběnkou Annou z Trauttmansdorff-Weinsbergu (1873–1948), dcerou knížete Karla Trauttmansdorffa a Josefíny, rozené markraběnky von Pallavicini. Měli spolu jednu dceru:
- Josefína Sasko-Kobursko-Gothajská (20. září 1911 – 27. listopadu 1997), ⚭ 1937 svobodný pán Richard von Baratta-Dragono (1901–1998), rozvod 1945

Princ Ludvík Gaston zemřel 23. ledna 1942 ve věku 71 let v Innsbrucku. Pohřben byl v kostele sv. Augustina v Coburgu.

## Tituly, oslovení a vyznamenání

### Tituly a oslovení
- 15. září 1870 – 23. ledna 1942: Jeho Výsost princ Ludvík Gaston Sasko-Kobursko-Gothajský, vévoda v Sasku

### Vyznamenání
Velkokříž vévodského sasko-ernestinského domácího řádu, 1892
 Rytíř řádu sv. Huberta, 1900

## Vývod z předků
|                                        |                                        |  |                     |                                        |  |  |  |  |  |  |  | František Sasko-Kobursko-Saalfeldský |
|                                        |                                        |  |                     |                                        |  |  |  |  |  |  |  |                                      |
|                                        | Ferdinand Sasko-Kobursko-Gothajský     |  |                     |                                        |  |  |  |  |  |  |  |                                      |
|                                        |                                        |  |                     |                                        |  |  |  |  |  |  |  |                                      |
|                                        |                                        |  |                     | Augusta Reuss Ebersdorf                |  |  |  |  |  |  |  |                                      |
|                                        |                                        |  |                     |                                        |  |  |  |  |  |  |  |                                      |
|                                        | August Sasko-Kobursko-Gothajský        |  |                     |                                        |  |  |  |  |  |  |  |                                      |
|                                        |                                        |  |                     |                                        |  |  |  |  |  |  |  |                                      |
|                                        |                                        |  |                     | Ferenc Josef Koháry de Csábrág         |  |  |  |  |  |  |  |                                      |
|                                        |                                        |  |                     |                                        |  |  |  |  |  |  |  |                                      |
|                                        | Maria Antonia Koháry de Csábrág        |  |                     |                                        |  |  |  |  |  |  |  |                                      |
|                                        |                                        |  |                     |                                        |  |  |  |  |  |  |  |                                      |
|                                        |                                        |  |                     | Marie Antonie z Valdštejna-Vartenbergu |  |  |  |  |  |  |  |                                      |
|                                        |                                        |  |                     |                                        |  |  |  |  |  |  |  |                                      |
|                                        | Ludvík August Sasko-Kobursko-Gothajský |  |                     |                                        |  |  |  |  |  |  |  |                                      |
|                                        |                                        |  |                     |                                        |  |  |  |  |  |  |  |                                      |
|                                        |                                        |  |                     | Ludvík Filip II. Orleánský             |  |  |  |  |  |  |  |                                      |
|                                        |                                        |  |                     |                                        |  |  |  |  |  |  |  |                                      |
|                                        | Ludvík Filip                           |  |                     |                                        |  |  |  |  |  |  |  |                                      |
|                                        |                                        |  |                     |                                        |  |  |  |  |  |  |  |                                      |
|                                        |                                        |  |                     | Luisa Marie Adelaida Bourbonská        |  |  |  |  |  |  |  |                                      |
|                                        |                                        |  |                     |                                        |  |  |  |  |  |  |  |                                      |
|                                        | Klementina Orleánská                   |  |                     |                                        |  |  |  |  |  |  |  |                                      |
|                                        |                                        |  |                     |                                        |  |  |  |  |  |  |  |                                      |
|                                        |                                        |  |                     | Ferdinand I. Neapolsko-Sicilský        |  |  |  |  |  |  |  |                                      |
|                                        |                                        |  |                     |                                        |  |  |  |  |  |  |  |                                      |
|                                        | Marie Amálie Neapolsko-Sicilská        |  |                     |                                        |  |  |  |  |  |  |  |                                      |
|                                        |                                        |  |                     |                                        |  |  |  |  |  |  |  |                                      |
|                                        |                                        |  |                     | Marie Karolína Habsbursko-Lotrinská    |  |  |  |  |  |  |  |                                      |
|                                        |                                        |  |                     |                                        |  |  |  |  |  |  |  |                                      |
| Ludvík Gaston Sasko-Kobursko-Gothajský |                                        |  |                     |                                        |  |  |  |  |  |  |  |                                      |
|                                        |                                        |  |                     |                                        |  |  |  |  |  |  |  |                                      |
|                                        |                                        |  | Jan VI. Portugalský |                                        |  |  |  |  |  |  |  |                                      |
|                                        |                                        |  |                     |                                        |  |  |  |  |  |  |  |                                      |
|                                        | Petr I. Brazilský                      |  |                     |                                        |  |  |  |  |  |  |  |                                      |
|                                        |                                        |  |                     |                                        |  |  |  |  |  |  |  |                                      |
|                                        |                                        |  |                     | Šarlota Španělská                      |  |  |  |  |  |  |  |                                      |
|                                        |                                        |  |                     |                                        |  |  |  |  |  |  |  |                                      |
|                                        | Petr II. Brazilský                     |  |                     |                                        |  |  |  |  |  |  |  |                                      |
|                                        |                                        |  |                     |                                        |  |  |  |  |  |  |  |                                      |
|                                        |                                        |  |                     | František I. Rakouský                  |  |  |  |  |  |  |  |                                      |
|                                        |                                        |  |                     |                                        |  |  |  |  |  |  |  |                                      |
|                                        | Marie Leopoldina Habsbursko-Lotrinská  |  |                     |                                        |  |  |  |  |  |  |  |                                      |
|                                        |                                        |  |                     |                                        |  |  |  |  |  |  |  |                                      |
|                                        |                                        |  |                     | Marie Tereza Neapolsko-Sicilská        |  |  |  |  |  |  |  |                                      |
|                                        |                                        |  |                     |                                        |  |  |  |  |  |  |  |                                      |
|                                        | Leopoldina Brazilská                   |  |                     |                                        |  |  |  |  |  |  |  |                                      |
|                                        |                                        |  |                     |                                        |  |  |  |  |  |  |  |                                      |
|                                        |                                        |  |                     | Ferdinand I. Neapolsko-Sicilský        |  |  |  |  |  |  |  |                                      |
|                                        |                                        |  |                     |                                        |  |  |  |  |  |  |  |                                      |
|                                        | František I. Neapolsko-Sicilský        |  |                     |                                        |  |  |  |  |  |  |  |                                      |
|                                        |                                        |  |                     |                                        |  |  |  |  |  |  |  |                                      |
|                                        |                                        |  |                     | Marie Karolína Habsbursko-Lotrinská    |  |  |  |  |  |  |  |                                      |
|                                        |                                        |  |                     |                                        |  |  |  |  |  |  |  |                                      |
|                                        | Tereza Marie Neapolsko-Sicilská        |  |                     |                                        |  |  |  |  |  |  |  |                                      |
|                                        |                                        |  |                     |                                        |  |  |  |  |  |  |  |                                      |
|                                        |                                        |  |                     | Karel IV. Španělský                    |  |  |  |  |  |  |  |                                      |
|                                        |                                        |  |                     |                                        |  |  |  |  |  |  |  |                                      |
|                                        | Marie Isabela Španělská                |  |                     |                                        |  |  |  |  |  |  |  |                                      |
|                                        |                                        |  |                     |                                        |  |  |  |  |  |  |  |                                      |
|                                        |                                        |  |                     | Marie Luisa Parmská                    |  |  |  |  |  |  |  |                                      |
|                                        |                                        |  |                     |                                        |  |  |  |  |  |  |  |                                      |